# MTV Pirmasens
Der MTV 1873 Pirmasens e. V. ist ein deutscher Sportverein mit Sitz in der rheinland-pfälzischen Stadt Pirmasens.

## Geschichte
Der Verein wurde im Jahr 1873 gegründet. Zur Saison 1951/52 stieg die erste Fußball-Mannschaft in die zu dieser Zeit drittklassige Landesliga Westpfalz auf. Die genaue Platzierung in dieser Spielzeit ist nicht mehr überliefert. Zur nächsten Saison wurde die neue 1. Amateurliga Südwest eingeführt, für welche sich der MTV nicht qualifizieren konnte. Womit die Mannschaft einen Platz in der neuen viertklassigen 2. Amateurliga einnehmen sollte.
In der Saison 2003/04 spielte die erste Herren-Mannschaft in der Kreisliga Pirmasens/Zweibrücken. Die Frauen-Mannschaft trat in der Bezirksliga Westpfalz an. Nach der Saison 2005/06 nahm diese Mannschaft nicht mehr am Spielbetrieb teil. Die Herren stieg am Ende dieser Spielzeit mit 75 Punkten als Meister in die Bezirksklasse Westpfalz auf. Die Zeit hier dauerte dann aber auch nur bis zum Saisonende 2007/08 an, nach dem es mit 34 Punkten über den 14. Platz wieder runter ging. Zur Folgesaison zurück in der Kreisliga kam noch eine zweite Mannschaft als Ersatz für die aufgelöste A-Jugend, welche in der Kreisklasse starten sollte. Diese sollte jedoch nur eine Spielzeit lang bestehen und platzierte sich am Saisonende mit 34 auf dem siebten Platz im Mittelfeld. Die erste Mannschaft schaffte am Ende ihrer Saison jedoch mit 82 Punkten den nächsten Meistertitel und kehrte somit in die Bezirksklasse zurück.
Zur Saison 2013/14 wurde aus dieser Liga dann die A-Klasse Pirmasens/Zweibrücken. An dessen Ende die Mannschaft mit 66 Punkten zwar relativ weit hinter der Meistermannschaft, dem TSC Zweibrücken, standen, jedoch bedingt durch den zweiten Platz in die Bezirksklasse aufsteigen durfte. Hier konnte sich die Mannschaft jedoch nicht halten und stieg mit 35 Punkten am Ende der Spielzeit 2014/15 über den 14. Platz knapp wieder ab. Zurück in der A-Klasse ging es gleich wieder mit 66 Punkten auf den zweiten Platz, womit diesmal jedoch erst einmal an einer Aufstiegsrunde gegen zwei weitere Vereine teilgenommen werden musste, da der MTV diese nur mit drei Punkten im Mittelfeld abschließen sollte, verpasste die Mannschaft den direkten Wiederaufstieg.
Spielerisch geschwächt verblieb die Mannschaft jedoch nicht in der A-Klasse, sondern zog sich in die C-Klasse zurück. Jedoch selbst hier ging Schnitt der Kader mit 11 Punkten am Saisonende 2016/17 denkbar schlecht ab. Die nächste Saison konnte dann mit 21 Punkten etwas besser abgeschlossen werden, worauf die Saison 2018/19 mit 57 Punkten sogar noch ein weiteres Mal besser gelingen sollte. Trotz alledem wurden zur Saison 2019/20 alle Mannschaften inklusive der zuvor noch aktiven D- bis E-Jugend sowie die Senioren-Mannschaft vom aktiven Spielbetrieb abgemeldet. Lediglich am Kreispokal nahm noch ein Team teil, dieses schaffte es zwar sogar bis in die dritte Runde, trat dort aber gar nicht mehr an.
Im Juli 2020 übernahm dann der FK Pirmasens die Plätze des MTV. Zurzeit bietet der Verein nur noch vereinzelt Sportarten mit Fokus auf Kinder- und Jugendsport an.

## Persönlichkeiten
- Franz Sedlacek (1892–1933), Fußballtrainer im Jahr 1922